# Schismatoglottis trifasciata
Schismatoglottis trifasciata är en kallaväxtart som beskrevs av Adolf Engler. Schismatoglottis trifasciata ingår i släktet Schismatoglottis och familjen kallaväxter. Inga underarter finns listade.